# Toon Becx
Antonius Wilhelmus Maria (Toon) Becx (21 april 1920 – Tilburg, 26 november 2013) was een Nederlands voetballer. De linksbuiten speelde 329 wedstrijden voor Willem II (1939-1956), waarin hij 113 doelpunten maakte. Becx werd met de Tilburgse club zowel in 1951/52 als 1954/55 landskampioen.

## Kampioenswedstrijd
Becx was de enige aan Willem II-kant die in de beslissende wedstrijd om het landskampioenschap van 1954/55 een officieel doelpunt maakte. De Tricolores wonnen daarin met 3-2 van EVV, maar twee van de drie Tilburgse goals (plus één Eindhovense) werden tot eigen doelpunten verklaard. Eén daarvan was een vrije trap van Becx, die via de voet van Eindhoven-verdediger Lambert van Tuijl het doel inging. Becx' eerder raakgeschoten vrije trap, de 2-0, werd hem wel toegekend.

## Verlate schaal
Van de achttien spelers uit Willem II's kampioensjaar '54/'55 (het eerste seizoen betaald voetbal in Nederland) waren op dinsdag 24 januari 2006 twaalf mannen nog in leven, waaronder Becx. Op die dag kregen zij van Henk Kesler en Jeu Sprengers namens de KNVB alsnog een kampioenschaal uitgereikt. In 1955 was het bij een oorkonde en een kleine beker ter herinnering gebleven.

## Tweede Wereldoorlog
Becx was in 1942 tewerkgesteld in Duitsland.